# Cromimi
Cromimi is een stripverhaal uit de stripreeks van Suske en Wiske. Het is het eerste verhaal waarbij een scenarist en tekenaar worden uitgenodigd om een hommage aan Willy Vandersteen te schrijven en tekenen. Dit album is geschreven door Yann en getekend door Gerben Valkema. Het album kwam uit op 5 december 2017.

## Personages
- Suske, Wiske, Schanulleke, Lambik, Jerom, tante Sidonia, professor Barabas, kroegbaas, bouwvakker, Bikbellum[1], graffiti-kunstenaars, politieagenten, bewaker, Cromimi, Cro-Jerom, hoofdman en oermensen, Hanna en Barbarella

## Locaties
- A la mort subire, het Spaanse Spook, huis van tante Sidonia, Bernissartstraat 12, museum, Himalaya

## Uitvindingen
- Gyronef met ingebouwde teletijdmachine, machine waarmee het geheugen van een mens kan worden getoond

## Verhaal
Lambik is met Jerom in een kroeg en krijgt ruzie omdat hij het bier vies vindt. Op de terugweg leest Jerom een artikel over een Belgische expeditie die op de berg Oufti in de Himalaya een ingevroren prehistorisch mens vonden. Het artikel stamt uit 1966 en Jerom is benieuwd naar zijn tijdgenoot. Wiske ergert zich mateloos, Suske is namelijk alleen geïnteresseerd in een computerspel over zombies en tante Sidonia is verslaafd aan een tv-serie. Ze verveelt zich en Schanulleke is versleten. Als Lambik en Jerom thuis komen, zoeken de vrienden naar informatie over de ingevroren mens op internet. Ze ontdekken dat de leider van de expeditie, professor DeGreyse, op de Bernissartstraat 12 woont en ze gaan naar het huis. Dit huis blijkt in een wijk te staan die wordt afgebroken om plaats te maken aan de Europese wijk uit te breiden. Ze ontdekken dat de professor is overleden, zijn overblijfselen zijn nog in het huis. Ook ontdekken de vrienden dat de professor dagboeken bijhield. Ze nemen de boekjes uit 1966 mee en lezen later dat de professor in het geheim terug is gegaan naar de Himalaya en de ingevroren mens mee terug nam naar België. Het Koninklijk Belgisch Instituut voor Natuurwetenschappen dacht dat het om een vervalsing ging en gooide het ingevroren mens in een diepvries.
Dan valt de stroom uit in Brussel en de vrienden gaan snel naar het museum om het ontdooien van de ingevroren mens te voorkomen. De vrienden gaan naar het museum en vinden de diepvries in de kelder. Er loopt al veel water uit en Jerom neemt de ingevroren mens mee naar het huis van tante Sidonia. Daar gooit hij de ingevroren mens in de diepvries. De stroomvoorziening komt weer op gang, maar dit blijkt te laat. De ingevroren mens is ontdooid en blijkt een vrouw te zijn. Ze herkent Jerom en blijkt zijn liefje te zijn geweest in het verleden. Ze wordt aangesloten op een machine van professor Barabas, waardoor haar geheugen op een tv getoond kan worden. De vrienden zien dat Jerom in problemen kwam nadat Cromimi hem op jacht stuurde. Hij viel in een gletsjerspleet en de vrouw probeerde hem te redden. Ze kwam zelf ook in problemen en ze werden beide ingevroren. De vrienden besluiten terug in de tijd te reizen om het ongeluk te voorkomen. De gyronef is uitgerust met een teletijdmachine en de vrienden komen twee dagen voor het ongeluk op de plek van bestemming. Daar verdwijnt de vrouw, ze heeft het ontdooien toch niet overleefd. Jerom ontmoet zichzelf en moet van de hoofdman met zichzelf strijden om de vrouw te winnen. Jerom wint, maar dit keert zich toch tegen hem. Alle vrouwen vinden hem super en willen dat hij hoofdman wordt, waarna hij uit het dorp wordt gezet.
Dan zien ze de vrienden de sabeltandtijger waardoor alle problemen ontstonden. Jerom probeert het beest te verslaan, maar valt samen met het dier in de gletsjerkloof. Lambik is inmiddels in een kroeg terecht gekomen en geniet van het gerstenat. De vrienden zijn in paniek, maar ze worden getroost door professor Barabas. Professor Barabas legt uit dat Jerom door Le Handru zal worden gevonden en in meer dan 200 verhalen zal meespelen (speciale avonturen en zijn avonturen als gouden stuntman niet meegerekend). Als Lambik terugkomt bij de vrienden, heeft hij enorme hoofdpijn. Ook Bikbellum heeft een kater. Wiske ontdekt dat Schanulleke weer als nieuw is, professor Barabas denkt dat dit door de ruimtereis is gekomen. De vrienden gaan met de gyronef terug naar het heden. Daar blijkt dat niet alles is gebleven zoals het ooit was. Jerom heeft een eigen stripreeks samen met de sabeltandtijger Tigrella, er zijn al 400 albums van de reeks verschenen. Suske ontdekt dat zijn favoriete spel is vervangen door een spel met zombie-mammoet-jagers en tante Sidonia ontdekt dat haar aandelen in Standaard Uitgeverij een sprong van 299% hebben gemaakt. Ze kan nu al haar favoriete schoonheidsproducten aanschaffen. Lambik verbrand zijn collectie exclusieve bierviltjes, hij besluit voortaan whisky te gaan drinken. In het verleden wil Cromimi dat Jerom op jacht gaat, maar ze wordt dan zelf op pad gestuurd door Cro-Jerom.

## Achtergronden
In het verhaal worden veel eigenschappen van de hoofdpersonages uit oudere albums getoond. Zo drinkt Lambik te veel en heeft een opvliegend karakter. Tante Sidonia is veel bezig met haar uiterlijk en heeft veel schoonheidsmiddeltjes, zoals antirimpelcrèmes, antiverouderingslotions, etc. 
In het verhaal wordt een machine gebruikt waarmee het geheugen van een mens op een TV kan worden getoond. Een soortgelijke machine wordt gebruikt in De slimme slapjanus. In dit album wordt het geheugen van Jerom met een geheugenprojector(Gepro) in een grote hal geprojecteerd, zodat de vrienden de slapjanus kunnen opsporen om hem te genezen. 